# Pedro Rodríguez de Campomanes
Pour les articles homonymes, voir Pedro Rodríguez, Rodríguez et Campomanes.
Pedro Rodríguez de Campomanes, ministre espagnol, né dans les Asturies le 1er juillet 1723, mort le 3 février 1802 à Madrid.

## Biographie
En 1760, il a été ministre des Finances. En 1762, il a été nommé par Charles III fiscal du conseil de Castille. En 1788, sous Charles IV, il fut président de ce conseil et ministre. Pendant son administration, il s'efforça de relever le commerce et l'industrie ; mais les intrigues de Floridablanca, favori de Charles IV, le firent disgracier en 1788. 
En 1763, il est devenu membre de la Real Academia Española (Académie royale de la langue espagnole), et en 1764, il a obtenu la présidence de la Real Academia de la Historia (Académie royale de l'histoire).
Campomanès a publié plusieurs ouvrages sur l'économie politique et sur l'administration de l'Espagne, ainsi que des Recherches sur Carthage, avec une traduction 1756.

## Publications
- Tratado de la regalía de amortización. (1765)
- Discurso sobre el fomento de la Industria popular. (1774)
- Discurso sobre la educación popular sobre los artesanos. (1775)